# Grup de rotació 3D
En mecànica i geometria, el grup de rotació 3D, sovint indicat SO(3), és el grup de totes les rotacions sobre l'origen de l'espai euclidià tridimensional {\displaystyle \mathbb {R} ^{3}} sota l'operació de composició.
Per definició, una rotació al voltant de l'origen és una transformació que conserva l'origen, la distància euclidiana (per tant, és una isometria) i l'orientació (és a dir, la manipulació de l'espai). La composició de dues rotacions dona com a resultat una altra rotació, cada rotació té una rotació inversa única i el mapa d'identitat compleix la definició d'una rotació. A causa de les propietats anteriors (al costat de la propietat associativa de les rotacions compostes), el conjunt de totes les rotacions és un grup en composició.
Tota rotació no trivial ve determinada pel seu eix de rotació (una línia que passa per l'origen) i el seu angle de rotació. Les rotacions no són commutatives (per exemple, girar R 90° al pla xy seguit de S 90° al pla yz no és el mateix que S seguit de R ), fent que el grup de rotació 3D sigui un grup no abelià. A més, el grup de rotació té una estructura natural com una varietat per a la qual les operacions del grup són fàcilment diferenciables, de manera que de fet és un grup de Lie. És compacte i té una dimensió 3.
Les rotacions són transformacions lineals de {\displaystyle \mathbb {R} ^{3}} i, per tant, es pot representar per matrius una vegada a base de {\displaystyle \mathbb {R} ^{3}} ha estat escollit. Concretament, si escollim una base ortonormal de {\displaystyle \mathbb {R} ^{3}}, cada rotació es descriu per una matriu ortogonal 3 × 3 (és a dir, una matriu 3 × 3 amb entrades reals que, quan es multiplica per la seva transposició, dona com a resultat la matriu identitat) amb determinant 1. Per tant, el grup SO(3) es pot identificar amb el grup d'aquestes matrius sota multiplicació matricial. Aquestes matrius es coneixen com a "matrius ortogonals especials", explicant la notació SO(3).
El grup SO(3) s'utilitza per descriure les possibles simetries de rotació d'un objecte, així com les possibles orientacions d'un objecte a l'espai. Les seves representacions són importants en física, on donen lloc a les partícules elementals d'espín enter.

## Longitud i angle
A més de només preservar la longitud, les rotacions també conserven els angles entre vectors. Això es deu al fet que el producte escalat estàndard entre dos vectors u i v es pot escriure purament en termes de longitud:{\displaystyle \mathbf {u} \cdot \mathbf {v} ={\frac {1}{2}}\left(\|\mathbf {u} +\mathbf {v} \|^{2}-\|\mathbf {u} \|^{2}-\|\mathbf {v} \|^{2}\right).}Es dedueix que cada transformació lineal que conserva la longitud en {\displaystyle \mathbb {R} ^{3}} conserva el producte escalat i, per tant, l'angle entre vectors. Les rotacions sovint es defineixen com a transformacions lineals que conserven el producte interior {\displaystyle \mathbb {R} ^{3}}, que equival a exigir-los que conserven la longitud. Vegeu el grup clàssic per a un tractament d'aquest enfocament més general, on SO(3) apareix com un cas especial.

## Matrius ortogonals i de rotació
Cada rotació mapeja una base ortonormal de {\displaystyle \mathbb {R} ^{3}} a una altra base ortonormal. Com qualsevol transformació lineal d'espais vectorials de dimensions finites, una rotació sempre es pot representar per una matriu. Sigui R una rotació donada. Respecte a la base estàndard e1, e2, e3 de {\displaystyle \mathbb {R} ^{3}} les columnes de R estan donades per (Re1, Re2, Re3). Com que la base estàndard és ortonormal, i com que R conserva els angles i la longitud, les columnes de R formen una altra base ortonormal. Aquesta condició d'ortonormalitat es pot expressar en la forma
{\displaystyle R^{\mathsf {T}}R=RR^{\mathsf {T}}=I,}
on RT denota la transposició de R i I és la matriu d'identitat 3 × 3. Les matrius per a les quals es compleix aquesta propietat s'anomenen matrius ortogonals. El grup de totes les matrius ortogonals 3 × 3 es denota O(3) i consta de totes les rotacions pròpies i impropies.
A més de preservar la longitud, les rotacions adequades també han de preservar l'orientació. Una matriu conservarà o invertirà l'orientació segons si el determinant de la matriu és positiu o negatiu. Per a una matriu ortogonal R, tingueu en compte que det RT = det R implica (det R)2 = 1, de manera que det R = ±1. El subgrup de matrius ortogonals amb determinant +1 s'anomena grup ortogonal especial, denotat SO(3).
Així, cada rotació es pot representar únicament per una matriu ortogonal amb determinant unitari. A més, com que la composició de les rotacions correspon a la multiplicació de matrius, el grup de rotació és isomorf al grup ortogonal especial SO(3).
Les rotacions impropis corresponen a matrius ortogonals amb determinant −1, i no formen un grup perquè el producte de dues rotacions impropies és una rotació pròpia.

## Estructura del grup
El grup de rotació és un grup sota composició de funcions (o equivalentment el producte de transformacions lineals). És un subgrup del grup lineal general que consisteix en totes les transformacions lineals invertibles de l'espai real de 3 {\displaystyle \mathbb {R} ^{3}}.
A més, el grup de rotació és no abelià. És a dir, l'ordre en què es componen les rotacions marca la diferència. Per exemple, un quart de volta al voltant de l'eix x positiu seguit d'un quart de volta al voltant de l'eix y positiu és una rotació diferent de la que s'obté girant primer al voltant de y i després x.
El grup ortogonal, format per totes les rotacions pròpies i impropies, es genera per reflexions. Cada rotació pròpia és la composició de dues reflexions, un cas especial del teorema de Cartan–Dieudonné.